# Kendall Carly Browne
Charlotte R. Perlberg dite Kendall Carly Browne est une actrice américaine née le 31 mai 1918 en Pennsylvanie et morte le 26 janvier 2018 à Indio en Californie.

## Biographie
Kendall Carly Browne voit le jour le 31 mai 1918. Elle commence sa carrière professionnelle comme réceptionniste à la Zeppo Marx Talent Agency de Zeppo Marx puis elle travaille à la CBS Television City dès la naissance de cette station de télévision en 1952. Elle est également l'hôtesse du programme de télévision Four Star Theater diffusé sur KECA-TV.
Elle épouse à l'âge de 22 ans à Los Angeles le 30 août 1940 le producteur de télévision Herbert "Herb" Braverman qui meurt en 1958. Elle est également la mère de l'acteur Bartley "Bart" Braverman et du directeur-producteur de télévision Charles "Chuck" Braverman,.
Browne meurt à Indio en Californie le 26 janvier 2018 à l'âge de 99 ans.

## Filmographie

### Cinéma
- 1975 : I Wonder Who's Killing Her Now?
- 1977 : Red Light in the White House : Mme Lazar
- 1980 : L'Incroyable Alligator : Ann
- 1984 : New York, deux heures du matin : la première infirmière
- 1984 : Dreamscape : Mme Matusik
- 1986 : 3:15 : le professeur de français
- 1988 : Angel III: The Final Chapter : femme au musée
- 2004 : Soul Plane : agente de perception de billets
- 2005 : The Hand Job : Estelle
- 2008 : Délire Express : une vieille femme

### Télévision
- 1980 : Timide et sans complexe (série télévisée) (1 épisode) : la juge Ducharme
- 1985 : Seduced (film télévisé) : Mlle Schmitz
- 1989 : Freddy, le cauchemar de vos nuits (série télévisée) (1 épisode) : Mme Chesterson
- 1991 : Beverly Hills 90210 (série télévisée) (1 épisode) : Ruth
- 1994 : Beauté fatale (film télévisé) : la deuxième infirmière
- 1996 : Widow's Kiss (film télévisé) : une infirmière
- 2006 : Urgences (série télévisée) (1 épisode) : Brenda Naffey
- 2006 : Les Experts (série télévisée) (1 épisode) : la grand-mère de Max
- 2008 : Zoé (série télévisée) (1 épisode)
- 2008 : Earl (série télévisée) (1 épisode) : une femme

### Vidéo
- 2008 : Senior Skip Day : Blanche